# 迈克·马库拉
迈克·马库拉（英語：Mike Markkula，1942年2月11日—），曾作为市场经理任职于，仙童公司和英特尔，之后作为美国的天使投资者及出任苹果公司的第二任CEO。
也是苹果的第一位大股东和主席，对乔布斯形同慈父。为苹果的早期发展提出过大量支持及意见。